# Felix Kadlinský
Felix Kadlinský (18. října 1613, Horšovský Týn – 13. listopadu 1675, Uherské Hradiště) byl český barokní spisovatel a překladatel. Psal česky. Jeho nejznámějším dílem je sbírka písní Zdoroslavíček.

## Život
Byl členem jezuitského řádu, do kterého vstoupil v roce 1635. Poté byl učitelem a zastával úřad prokurátora české provincie. Roku 1650 byl vysvěcen na kněze. Byl též profesorem teologie a přírodních věd v koleji v Uherském Hradišti. Ke stáří trpěl chorobou kloubů, patrně dnou nebo revmatismem, a tak odešel do kláštera a nevycházel. Posledních šest let života byl upoután na lůžko. Tíhnul k obyčejnému lidu a chtěl jej vzdělávat.

## Dílo
Jeho díla jsou idylická, mají snahu přikrášlovat skutečnosti.
- Zdoroslavíček v kratochvilném hájíčku postavený – boží zjevení vidí autor v kráse přírody. Parafráze souboru písní Trutznachtigall německého jezuity Friedricha von Spee.[3] Jedná se o jeho nejvýznamnější dílo. Toto dílo obsahuje písně o přírodě a náboženské písně. Oslava života a krásy.
- Zrcadlo bolestné Matky Boží Panny Marie – dílo oslavující Pannu Marii
- Žiwot a Sláwa Swatého Wacslawa Mučedlnjka, Knjžete, Krále, a Patrona Cžeského, 1669
- Žiwot Swaté Lidmili Rodičky, Mučedlnjce, A Patronky Cžeské, Dwogj sláwau, totiž Zemskau a Nebeskau ozdobený, 1669
- Pokladnice duchovní – meditace a úvahy

### Překlady
Překládal mnoho církevních textů z latiny a němčiny, mj. přeložil Plesání křesťanské duše a Jinou chválu od Friedricha Spee.